# El Garrobo
El Garrobo es un municipio español de la provincia de Sevilla, Andalucía. En el año 2016 contaba con 770 habitantes (INE, 2016). Su extensión superficial es de 45 km² y tiene una densidad de 17,45 hab/km². Sus coordenadas geográficas son 37° 37′ N, 6° 10′ O. Se encuentra situada a una altitud de 275 metros y a 40 kilómetros de la capital de provincia, Sevilla.

## Historia
En 1594 Garrobo formaba parte del reino de Sevilla en el Axarafe y contaba con 113 vecinos pecheros.

## Demografía
Cuenta con una población de 812 habitantes (INE 2024).
| Gráfica de evolución demográfica de El Garrobo entre 1842 y 2021                                                      |
| |
| Población de derecho según los censos de población del INE. Población de hecho según los censos de población del INE. |

## Economía

### Evolución de la deuda viva municipal
| Gráfica de evolución de Deuda viva del Ayuntamiento de Garrobo (El) entre 2008 y 2019                                |
| |
| Deuda viva del Ayuntamiento de Garrobo (El) en miles de Euros según datos del Ministerio de Hacienda y Ad. Públicas. |